# Mikołaj Sęp Szarzyński
Mikołaj Sęp Szarzyński (* um 1550 in Zimna Woda; † 1581 vermutlich in Wolica) war ein polnischer Dichter der ausgehenden Renaissance.
Über Sęps Lebensumstände ist wenig bekannt. Er war der Sohn von Joachim Sęp, dem Podstoli von Lemberg und studierte in Wittenberg und Leipzig, wo er sicher mit dem aufkommenden Protestantismus in Kontakt bekam. Seine Werke sind vermutlich zum größten Teil verloren gegangen. Lediglich ein schmaler Band unter dem Titel Rytmy albo Wiersze polskie, den sein Sohn Jakub 1601 veröffentlichte, ist erhalten geblieben. Er enthälte Sonette, Hymnen, Psalmenparaphrasen sowie Epitaphe und Epigramme in lateinischer und polnischer Sprache. Er steht in der literarischen Tradition der Renaissance, zeigt aber auch schon manieristische Tendenzen.